# Dabani
Dabani es un subcondado del distrito de Busia. Está ubicado en la región Oriental de Uganda.

## Superficie
Posee una superficie de 50,57 kilómetros cuadrados.

## Población
Hasta 2020 presentaba una población de 34 500 habitantes, con una densidad de población de 682,2 habitantes por kilómetro cuadrado. De ellos 17 200 correspondían a hombres (49,9%) y 17 300 mujeres (50,1%).